# Astronesthes atlanticus
Astronesthes atlanticus är en fiskart som beskrevs av Nikolai V. Parin och Borodulina, 1996. Astronesthes atlanticus ingår i släktet Astronesthes och familjen Stomiidae. Inga underarter finns listade.